# Ernjatap
Ernjatap ou Yernjatap (en arménien Երնջատափ ; jusqu'en 1949 Ghrabulagh) est une communauté rurale du marz d'Aragatsotn, en Arménie. Elle compte 723 habitants en 2009.